# Bellerofonte Castaldi
Bellerofonte Castaldi (Modena, 1581 circa – Modena, 27 settembre 1649) è stato un musicista, compositore e poeta italiano del tardo Rinascimento e dell'inizio dell'era barocca..

## Biografia
Compositore e suonatore di tiorba presente all'epoca, anche come intagliatore di caratteri musicali e stampatore delle proprie opere, viaggiò in Germania e in Italia, e visse per un periodo di tempo a Venezia.

## Opere
Bellerofonte Castaldi virtuoso di tiorba, è una delle figure più enigmatiche ed anticoformiste del seicento, ha scritto una notevole quantità di brani strumentali spesso assai virtuosistici, ma anche brani vocali, che vanno segnalati oltre per la godibilità delle melodie anche per altri aspetti peculiari: innanzitutto le estensioni vocali spesso inconsuete per l'epoca, poi i testi (scritti dallo stesso Castaldi), sono quanto di più lontano si possa immaginare dalla rigidità accademica letteraria dell'epoca.

## Opere pubblicate
- Capricci a 2 stromenti, cioè tiorba e tiorbino, e per sonar solo varie sorti di balli e fantasticarie Setnoforelleb Tabedul (queste due ultime parole sono da leggersi a ritroso; Modena 1622). Si può scaricare da qui copia in PDF dell'originale: [[scores:Capricci a due stromenti (Castaldi, Bellerofonte)|https://imslp.org/wiki/Capricci[collegamento interrotto] a due stromenti (Castaldi, Bellerofonte)]]
- Primo Mazzetto di fiori musicalmente colti dal Giardino Bellerofonteo Venezia 1623.